# Comunità amministrative della Germania
La comunità amministrativa o consorzio di comuni è un ente tedesco formato da più comuni, spesso di piccole dimensioni, che si consorziano per amministrare in comune i loro territori. È posta ad un livello inferiore rispetto ai circondari. Quando una cittadina raggiunge determinate dimensioni, non ha più bisogno di consorziarsi e assume dunque varie denominazioni, come media città di circondario.
La comunità amministrativa assume nomi diversi a seconda del Land di appartenenza e corrisponde grossomodo alle Unioni di comuni in Italia e alle comarche della Spagna.

## Nomi

### Verwaltungsgemeinschaft
Il termine Verwaltungsgemeinschaft (al plurale Verwaltungsgemeinschaften) è usato per le comunità amministrative dei seguenti Land: 
- Baden-Württemberg
- Baviera
- Sassonia
- Sassonia-Anhalt (prevista la trasformazione graduale in Verbandsgemeinde tramite riorganizzazione dei poteri)
- Turingia

### Amt
Il termine Amt (al plurale Ämter) viene usato anche in Danimarca come suddivisione delle contee, in Norvegia definiva le contee stesse fino al 1919, in Svizzera viene definito per i distretti e nei Paesi Bassi ha un corrispettivo in olandese (Ambacht), per le suddivisioni di 4 delle 12 province.
 
In Germania è usato per le comunità amministrative dei seguenti Stati federati: 
- Brandeburgo
- Meclemburgo-Pomerania Anteriore
- Schleswig-Holstein

### Samtgemeinde
Il termine Samtgemeinde (al plurale Samtgemeinden) è usato per le comunità amministrative della Bassa Sassonia.

### Verbandsgemeinde
Il termine Verbandsgemeinde (al plurale Verbandsgemeinden) è usato per le comunità amministrative della Renania-Palatinato. In questo caso, i comuni associati sono detti Ortsgemeinde.
Le comunità amministrative della Sassonia-Anhalt, attualmente indicate come Verwaltungsgemeinschaft, verranno trasformate con riorganizzazione dei poteri ed assumeranno anch'esse il nome di Verbandsgemeinde.

## Comuni sussidiari
Nel Land della Turingia è diffuso l'istituto del "comune sussidiario" o "comune amministratore" (erfüllende Gemeinde); a differenza della comunità amministrativa, non si tratta di più comuni associati in modo paritario, bensì di uno o più piccoli comuni che demandano ad un comune maggiore le competenze su certi rami dell'amministrazione.